# Danh sách giải thưởng và đề cử của Hoàng Thùy Linh
Hoàng Thùy Linh (sinh ngày 11 tháng 8 năm 1988 tại Hà Nội) là một nữ ca sĩ, diễn viên, người mẫu ảnh và người dẫn chương trình người Việt Nam.
Vào ngày 19 tháng 6 năm 2019, Hoàng Thùy Linh chính thức trở lại đường đua V-pop với ca khúc "Để Mị nói cho mà nghe" và ca khúc đã đứng #1 top thịnh hành trong nhiều ngày trên YouTube ở Việt Nam. Sau thành công của "Để Mị nói cho mà nghe", Hoàng Thùy Linh tiếp tục tung ra sản phẩm tiếp theo, MV "Tứ phủ". Chưa đầy 5 giờ phát hành, bài hát dẫn đầu bảng xếp hạng âm nhạc Apple Music Vietnam và liên tục thăng hạng trên top thịnh hành của YouTube Việt Nam.
Khi MV Tứ phủ vẫn còn gây sốt với nhiều luồng ý kiến trái chiều và cái tên Hoàng Thùy Linh vẫn chưa "hạ nhiệt", nữ ca sĩ bất ngờ nhận giải Nữ ca sỹ phong cách tại giải thưởng tôn vinh tâm hồn Việt - ELLE Style Awards 2019. Vào ngày 20 tháng 10 năm 2019, Hoàng Thùy Linh cho ra mắt album Hoàng với 9 bài hát mang âm hưởng dân gian với cách phối nhạc hiện đại kèm lời ca khúc khiến người nghe không khỏi thích thú. Album sau 3 tiếng đã lên vị trí số 1 Apple Music.

## Giải thưởng

### Cánh Diều Vàng
| Năm  | Hạng Mục                      | Đề Cử      | Kết Quả | Chú Thích |
| ---- | ----------------------------- | ---------- | ------- | --------- |
| 2013 | Nữ diễn viên xuất sắc của năm | Thần tượng | Đề cử   | [ 1 ]     |

### Cống Hiến
| Năm  | Hạng Mục              | Đề Cử                 | Kết Quả   | Chú Thích |
| ---- | --------------------- | --------------------- | --------- | --------- |
| 2017 | Video âm nhạc của năm | Bánh trôi nước        | Đề cử     | [ 2 ]     |
| 2020 | Album của năm         | Hoàng                 | Đoạt giải | [ 3 ]     |
| 2020 | Bài hát của năm       | Để Mị nói cho mà nghe | Đoạt giải | [ 3 ]     |
| 2020 | Ca sĩ của năm         | Bản thân              | Đoạt giải | [ 3 ]     |
| 2020 | Video âm nhạc của năm | Để Mị nói cho mà nghe | Đoạt giải | [ 3 ]     |
| 2021 | Video âm nhạc của năm | Kẻ cắp gặp bà già     | Đề cử     | [ 4 ]     |
| 2023 | Album của năm         | LINK                  | Đoạt giải | [ 5 ]     |
| 2023 | Ca sĩ của năm         | Bản thân              | Đoạt giải | [ 5 ]     |
| 2023 | Video âm nhạc của năm | Gieo quẻ              | Đoạt giải | [ 5 ]     |

### ELLE Style Awards
| Năm  | Hạng Mục                         | Đề Cử    | Kết Quả   | Chú Thích |
| ---- | -------------------------------- | -------- | --------- | --------- |
| 2015 | Nữ ca sĩ phong cách nhất của năm | Bản thân | Đề cử     | [ 6 ]     |
| 2018 | Nữ ca sĩ phong cách nhất của năm | Bản thân | Đề cử     | [ 7 ]     |
| 2019 | Nữ ca sĩ phong cách nhất của năm | Bản thân | Đoạt giải | [ 8 ]     |

### Harper's Bazaar Star Awards
| Năm  | Hạng Mục         | Đề Cử    | Kết Quả   | Chú Thích |
| ---- | ---------------- | -------- | --------- | --------- |
| 2019 | Nữ ca sĩ của năm | Bản thân | Đoạt giải | [ 9 ]     |

### Làn Sóng Xanh
| Năm  | Hạng Mục                      | Đề Cử                 | Kết Quả   | Chú Thích |
| ---- | ----------------------------- | --------------------- | --------- | --------- |
| 2019 | Bài hát hiện tượng            | Để Mị nói cho mà nghe | Đoạt giải | [ 10 ]    |
| 2019 | Ca sĩ đột phá của năm         | Bản thân              | Đoạt giải | [ 10 ]    |
| 2019 | Ca khúc của năm               | Để Mị nói cho mà nghe | Đoạt giải | [ 10 ]    |
| 2019 | Music video của năm           | Để Mị nói cho mà nghe | Đoạt giải | [ 10 ]    |
| 2019 | Nữ ca sĩ của năm              | Bản thân              | Đoạt giải | [ 10 ]    |
| 2019 | Sự kết hợp xuất sắc           | Để Mị nói cho mà nghe | Đoạt giải | [ 10 ]    |
| 2019 | Top 10 ca khúc được yêu thích | Để Mị nói cho mà nghe | Đoạt giải | [ 10 ]    |
| 2020 | Nữ ca sĩ của năm              | Bản thân              | Đề cử     | [ 11 ]    |
| 2021 | Nữ ca sĩ của năm              | Bản thân              | Đề cử     | [ 12 ]    |
| 2022 | Album của năm                 | LINK                  | Đoạt giải | [ 13 ]    |
| 2022 | Bài hát hiện tượng            | See tình              | Đề cử     | [ 13 ]    |
| 2022 | Ca khúc của năm               | See tình              | Đoạt giải | [ 13 ]    |
| 2022 | Nữ ca sĩ của năm              | Bản thân              | Đoạt giải | [ 13 ]    |
| 2022 | Sự kết hợp xuất sắc           | Gieo Quẻ              | Đoạt giải | [ 13 ]    |
| 2022 | Top 10 ca khúc được yêu thích | See tình              | Đoạt giải | [ 13 ]    |
| 2023 | Music video của năm           | Bo xì bo              | Đoạt giải | [ 14 ]    |

### Mai Vàng
| Năm  | Hạng Mục                              | Đề Cử                 | Kết Quả   | Chú Thích |
| ---- | ------------------------------------- | --------------------- | --------- | --------- |
| 2019 | Ca khúc được yêu thích nhất           | Để Mị nói cho mà nghe | Đoạt giải | [ 15 ]    |
| 2019 | Nữ ca sĩ nhạc nhẹ được yêu thích nhất | Bản thân              | Đoạt giải | [ 15 ]    |
| 2019 | Top 10 nghệ sĩ của năm                | Bản thân              | Đoạt giải | [ 15 ]    |
| 2020 | Nữ ca sĩ được yêu thích nhất          | Kẻ cắp gặp bà già     | Đề cử     | [ 16 ]    |

### Men&Life Awards
| Năm  | Hạng Mục           | Đề Cử    | Kết Quả   | Chú Thích |
| ---- | ------------------ | -------- | --------- | --------- |
| 2020 | Nữ nghệ sĩ của năm | Bản thân | Đoạt giải | [ 17 ]    |

### METUB WebTVAsia Awards
| Năm  | Hạng Mục                                | Đề Cử                 | Kết Quả   | Chú Thích |
| ---- | --------------------------------------- | --------------------- | --------- | --------- |
| 2019 | Video có độ lan tỏa rộng nhất trong năm | Để Mị nói cho mà nghe | Đoạt giải | [ 18 ]    |

### Mnet Asian Music Awards
| Năm  | Hạng Mục                         | Đề Cử                 | Kết Quả   | Chú Thích |
| ---- | -------------------------------- | --------------------- | --------- | --------- |
| 2019 | Nghệ sĩ Việt Nam xuất sắc Châu Á | Để Mị nói cho mà nghe | Đoạt giải | [ 19 ]    |

### POP Music Awards
| Năm  | Hạng Mục                      | Đề Cử          | Kết Quả | Chú Thích |
| ---- | ----------------------------- | -------------- | ------- | --------- |
| 2016 | Music video xuất sắc nhất năm | Bánh trôi nước | Đề cử   | [ 20 ]    |

### WeChoice Awards
| Năm  | Hạng Mục                        | Đề Cử                 | Kết Quả   | Chú Thích |
| ---- | ------------------------------- | --------------------- | --------- | --------- |
| 2017 | Top 10 nhân vật truyền cảm hứng | Bản thân              | Đoạt giải | [ 21 ]    |
| 2019 | Top 10 nhân vật truyền cảm hứng | Bản thân              | Đoạt giải | [ 22 ]    |
| 2019 | Ca sĩ có hoạt động đột phá      | Bản thân              | Đề cử     | [ 22 ]    |
| 2019 | Music Video của năm             | Để Mị nói cho mà nghe | Đề cử     | [ 22 ]    |

### YanVpop20 Awards
| Năm  | Hạng Mục                      | Đề Cử          | Kết Quả   | Chú Thích |
| ---- | ----------------------------- | -------------- | --------- | --------- |
| 2016 | Nữ ca sĩ của năm              | Bản thân       | Đề cử     | [ 23 ]    |
| 2016 | Music video xuất sắc nhất năm | Bánh trôi nước | Đoạt giải | [ 23 ]    |
| 2016 | Top 20 ca khúc của năm        | Bánh trôi nước | Đoạt giải | [ 23 ]    |

### Ấn tượng VTV
| Năm  | Hạng mục       | Đề Cử    | Kết quả | Chú Thích |
| ---- | -------------- | -------- | ------- | --------- |
| 2020 | Ca sĩ ấn tượng | Bản thân | Đề cử   | [ 24 ]    |

### Zing Music Awards
| Năm  | Hạng Mục                     | Đề Cử    | Kết Quả   | Chú Thích |
| ---- | ---------------------------- | -------- | --------- | --------- |
| 2022 | 10 nghệ sĩ xuất sắc nhất năm | Bản thân | Đoạt giải | [ 25 ]    |
| 2022 | 10 ca khúc xuất sắc nhất năm | See tình | Đoạt giải | [ 25 ]    |

### ELLE Beauty Awards
| Năm  | Hạng mục  | Đề Cử    | Kết quả | Chú thích |
| ---- | --------- | -------- | ------- | --------- |
| 2022 | Best Hair | Bản thân | Đề cử   | [ 26 ]    |

### Keeng Young Awards
| Năm  | Hạng mục   | Đề cử cho    | Kết quả | Chú thích |
| ---- | ---------- | ------------ | ------- | --------- |
| 2018 | MV của năm | Fall In Love | Đề cử   | [ 27 ]    |

### TikTok Awards Việt Nam
| Năm  | Hạng mục        | Đề cử cho | Kết quả | Chú thích |
| ---- | --------------- | --------- | ------- | --------- |
| 2022 | Âm nhạc của năm | See tình  | Đề cử   | [ 28 ]    |

## Vinh danh
- 4 Giải thưởng Vàng chương trình truyền hình The Remix-Hoà Âm Ánh Sáng 2015
- Top 5 Nghệ sĩ có lượt nghe cao nhất trên Spotify
- Top 2 Album Thập kỷ trên Spotify Việt Nam
- Nhận giải thưởng Ca sĩ nổi bật của năm của năm 2023 tại Lễ vinh danh gương mặt nghệ sĩ tiêu biểu của Bộ Văn hóa, Thể thao và Du lịch.[29]